# Maxence Caqueret
Maxence Caqueret (Vénissieux, 15 de febrero de 2000) es un futbolista francés que juega en la demarcación de centrocampista para el Como 1907 de la Serie A de Italia.

## Trayectoria
Tras formarse en las filas inferiores del Olympique de Lyon desde los once años, finalmente en 2019 ascendió al primer equipo, haciendo su debut el 5 de enero en un encuentro de la Copa de Francia contra el Bourges 18 tras sustituir a Houssem Aouar en el minuto 72, finalizando el encuentro con un resultado de 0-2 a favor del conjunto lionés. En total fueron 184 los partidos que jugó antes de marcharse traspasado al Como 1907 en enero de 2025 a cambio de 16.5 millones de euros más otro millón y medio en variables y un porcentaje de una futura venta.

## Estadísticas

### Clubes
Actualizado al último partido disputado el 7 de noviembre de 2024.
| Club                         | Div.          | Temporada     | Liga  | Liga  | Copas nacionales | Copas nacionales | Copas internacionales | Copas internacionales | Total | Total |
| Club                         | Div.          | Temporada     | Part. | Goles | Part.            | Goles            | Part.                 | Goles                 | Part. | Goles |
| ---------------------------- | ------------- | ------------- | ----- | ----- | ---------------- | ---------------- | --------------------- | --------------------- | ----- | ----- |
| Olympique de Lyon II Francia | 4.ª           | 2016-17       | 1     | 0     | —                | —                | —                     | —                     | 1     | 0     |
| Olympique de Lyon II Francia | 4.ª           | 2017-18       | 16    | 0     | —                | —                | —                     | —                     | 16    | 0     |
| Olympique de Lyon II Francia | 4.ª           | 2018-19       | 19    | 3     | —                | —                | —                     | —                     | 19    | 3     |
| Olympique de Lyon II Francia | 4.ª           | 2019-20       | 4     | 0     | —                | —                | —                     | —                     | 4     | 0     |
| Olympique de Lyon II Francia | Total club    | Total club    | 40    | 3     | 0                | 0                | 0                     | 0                     | 40    | 3     |
| Olympique de Lyon Francia    | 1.ª           | 2018-19       | 0     | 0     | 2                | 0                | 0                     | 0                     | 2     | 0     |
| Olympique de Lyon Francia    | 1.ª           | 2019-20       | 8     | 0     | 5                | 1                | 3                     | 0                     | 16    | 1     |
| Olympique de Lyon Francia    | 1.ª           | 2020-21       | 29    | 0     | 4                | 0                | —                     | —                     | 33    | 0     |
| Olympique de Lyon Francia    | 1.ª           | 2021-22       | 31    | 0     | 0                | 0                | 8                     | 0                     | 39    | 0     |
| Olympique de Lyon Francia    | 1.ª           | 2022-23       | 36    | 4     | 5                | 0                | —                     | —                     | 41    | 4     |
| Olympique de Lyon Francia    | 1.ª           | 2023-24       | 34    | 1     | 6                | 1                | —                     | —                     | 40    | 2     |
| Olympique de Lyon Francia    | 1.ª           | 2024-25       | 8     | 0     | 0                | 0                | 3                     | 0                     | 11    | 0     |
| Olympique de Lyon Francia    | Total club    | Total club    | 146   | 5     | 22               | 2                | 14                    | 0                     | 182   | 7     |
| Total carrera                | Total carrera | Total carrera | 186   | 8     | 22               | 2                | 14                    | 0                     | 222   | 10    |

## Palmarés

### Distinciones individuales
| Distinción                                               | Año  |
| -------------------------------------------------------- | ---- |
| Campeonato de Europa Sub-19 de la UEFA Equipo del Torneo | 2019 |